# KV36

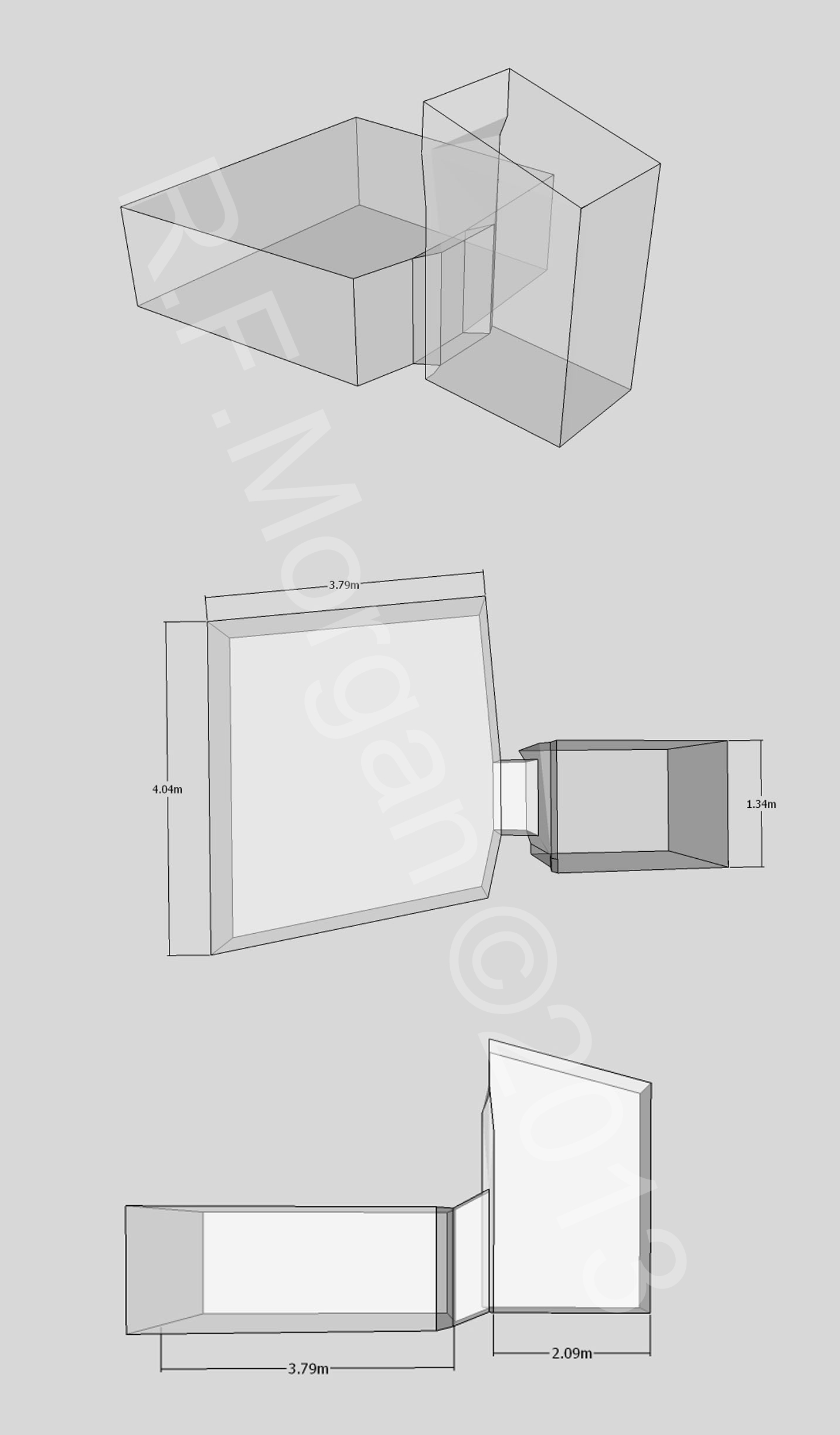
Isometrische Darstellung, Grundriss und Schnittzeichnung des Grabes

KV36 (Kings' Valley no. 36) ist das Grabmal des altägyptischen Beamten Maiherperi aus der 18. Dynastie. Es befindet sich im Südwesten des östlichen Königstals auf halber Entfernung zwischen den Gräbern KV35 und KV13 von Amenophis II. und Baja. Das kleine undekorierte Schachtgrab mit Kammer wurde 1899 von Victor Loret während seiner zweiten Grabungssaison entdeckt und gilt als erster Fund eines mehr oder weniger unberührten Grabes im Tal der Könige. Die Kammer wurde weitestgehend intakt aufgefunden. Sie ist in etwa 3,8 m lang, 4 m breit und ca. 1,6 m hoch. Der Schacht ist ungefähr 6 m tief.

## Die Grabkammer und die Funde

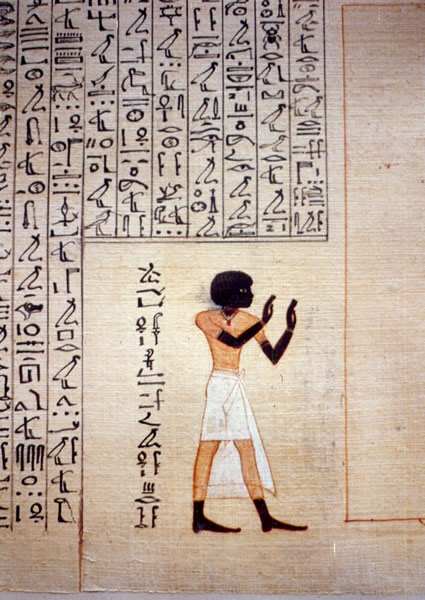
Totenbuch (Ausschnitt) des Maiherperi

Die kleine Kammer enthielt einen äußeren Kastensarg und drei menschenförmige (anthropoide) Särge, wobei sich einer von ihnen neben und nicht als Teil des Sargensembles fand. Der Kastensarg ist etwa 2,80 m lang, 1,02 m hoch und 0,92 m breit. Auf den Außenseiten befinden sich Inschriften und die Darstellungen diverser Gottheiten, darunter die vier Kinder des Horus (Horussöhne), sowie Isis und Nephthys auf den Kurzseiten. Er besteht aus Holz mit vergoldeten Inschriften. Die beiden äußeren Särge sind schwarz und vergoldet, wobei der Innerste vollständig vergoldet, jedoch der neben dem Ensemble gefundene Sarg unbemalt und nur teilvergoldet ist. In den Särgen lagen Mumienmaske und Mumie des Maiherperi, bei dem es sich um einen jungen Mann handelt, der eindeutig nubische Züge aufweist und die Titel Wedelträger zur Rechten des Königs und Kind des kap trug. Abgesehen von dem Fund einer Truhe im Tal der Könige ist Maiherperi bisher nicht außerhalb dieses Grabes bezeugt. Die Truhe war wahrscheinlich Teil der Grabausstattung.
Am Fußende des Kastensarges stand der Kanopenkasten mit vier Kanopengefäßen. Der Kanopenkasten ist aus Holz und zum Teil vergoldet. Er steht auf Kufen. Auf der Vorderseite sieht man die Göttinnen Nephthys und Isis stehen, auf der Rückseite wieder Nephthys und Neith. Auf den Seiten sieht man die vier Horuskinder: Amset, Hapi, Kebechsenuef und Duamutef. In dem Kasten fanden sich die vier Kanopenkrüge. Sie sind 37 bis 39,5 cm hoch und bestehen aus Alabaster. Die Kanopendeckel haben die Form eines Menschenkopfes. Auf der Vorderseite des Gefäßes befindet sich jeweils eine eingeritzte Inschrift, die in Türkis ausgemalt ist. Die Inschriften nennen die vier Kinder des Horus, aber auch Isis, Nephthys, Selket und Neith. Es handelt sich um die gängigen Sprüche auf Kanopen, die später auch im Totenbuchspruch 151 erscheinen. Hier lag auch das Totenbuch des Maiherperi, das ihn eindeutig erneut als Schwarzafrikaner wiedergibt. Am selben Ort fand man schließlich noch zahlreiche mumifizierte Fleischbeigaben in Holzkästen, welche die Form dieser Fleischstücke haben. Links vom Sarg lag ein Spielbrett und am Kopfende waren zahlreiche Töpfe gestapelt. Zu den anderen Funden im Grab gehören wiederum zahlreiche Gefäße, teilweise aus Alabaster, Glas oder Fayence. An einer Wand stand ein Osirisbett, auf dem zweiten Sarg fanden sich Pfeile und Köcher aus Leder, die reich verziert sind.
Die Funde des Grabes gelangten in das Ägyptische Museum in Kairo. Victor Loret war es zu Lebzeiten nicht möglich, seine Grabungen zu veröffentlichen, sodass die Anordnung der Funde in der kleinen Grabkammer bis vor kurzem nur von einer knappen Beschreibung von Georg Schweinfurth bekannt war, der das Grab kurz nach der Auffindung kurz besuchte. Erst die Universität in Mailand kaufte den Nachlass von Victor Loret auf und veröffentlichte seine Grabungsnotizen, die genaue Angaben zum Fundort der Grabbeigaben liefern.
Die Datierung des Maiherperi ist umstritten. Auf Leinen aus dem Grab erscheint der Name der Hatschepsut, sodass man zunächst annahm, dass er während ihrer Regierungszeit lebte. Sein Grab befindet sich aber in der Nähe des Grabes von Amenophis II., sodass die neuere Forschung ihn eher als dessen Zeitgenossen betrachtet, was auch stilistisch besser zu den Objekten im Grab passen würde.

## Plünderung des Grabes
Das Grab wurde bereits im Altertum beraubt, vermutlich von Nekropolenarbeitern zur Zeit der 19. oder 20. Dynastie. Bei der Erforschung gegen Ende des 19. Jahrhunderts waren kaum Schmuck und Metallgefäße vorhanden, zudem fanden sich an den Sargdeckeln Spuren einer gewaltsamen Öffnung. Bandagen an den Armen der Mumie wurden mit einer Axt weggehackt. Die Grabräuber nahmen auch nicht zur Leiche gehörende Stoffe und Kleidungsstücke mit, Gefäße mit Behenöl dagegen wurden zwar geöffnet, aber aufgrund des schon zu hohen Alters zurückgelassen. Nach der Plünderung wurde das Grab von Aufsehern, die eine Untersuchung und einen aufwendigen Gerichtsprozess vermeiden wollten, schnell wieder hergerichtet und neu verschlossen.

## Problem des Zusatzsarges
Bei der Entdeckung des Grabes befand sich die Mumie von Maiherperi in zwei ineinander geschachtelten anthropoiden Holzsärgen, die in einem äußeren Sargkasten steckten. Ein weiterer kleiner Sarg lag daneben in der Kammer. Vermutlich war der dritte als innerster Sarg gedacht. Als man die Mumie nach den Bestattungsritualen in das Grab transportierte, stellte sich dieser jedoch als zu groß heraus, um in den zweiten gesteckt zu werden. Man bettete die Mumie hastig in den innersten der beiden anderen um und ließ den unbenutzten Transportsarg zurück. Konstantin C. Lakomy vermutet dagegen, dass der Sarg am Beginn der Karriere von Maiherperi hergestellt wurde, der Sargtyp jedoch aus der Mode kam, sodass man sich bei seinem Tod für einen moderneren Sargtyp entschied. Andere vermuteten, dass der Sarg diente, um Reste von Balsamierungsmaterialien zu beherbergen. In der Tat gibt es dafür einige Parallelbeispiele, wie die neu gefundenen Särge in Grab KV63.